# Stepan Bandera
Stepan Andriyovych Bandera (em ucraniano:  Степан Андрійович Бандера; Staryi Uhryniv, 1 de janeiro de 1909 — Munique, 15 de outubro de 1959) foi um político ultranacionalista ucraniano, líder da  Organização dos Nacionalistas Ucranianos (OUN) do seu braço armado, o Exército Insurreto Ucraniano (UPA) e Colaboracionista Nazista.
Bandera permanece uma figura altamente controversa. Na Ucrânia, é cultuado por muitos, como um herói nacionalista e anticomunista - o libertador que lutou contra os soviéticos. Fora da Ucrânia - e sobretudo na Polônia -, é condenado como colaborador dos nazistas, antissemita e criminoso de guerra, sendo apontado como o principal responsável pelo massacre de civis poloneses (1943–1945)  na Volínia - uma operação com características de limpeza étnica. É também considerado corresponsável  pelo Holocausto na Ucrânia, que vitimou mais de um milhão de judeus soviéticos.

## Biografia
Stepan Bandera nasceu na aldeia de Staryi Uhryniv, no distrito de Kalush, Galícia (Oblast de Stanyslaviv), então parte do Império Austro-Húngaro. O seu pai, Andriy Bandera, era o sacerdote greco-católico em Uhryniv Staryi. A sua mãe, Myroslava Bandera, também pertencia à família do clero, era era filha de um padre grego–católico de Staryi Uhryniv.
Stepan passou a sua juventude em Staryi Uhryniv, na casa dos seus pais e avós, num ambiente familiar francamente  nacionalista. Na primavera do 1922, a sua mãe faleceu, vítima de tuberculose.

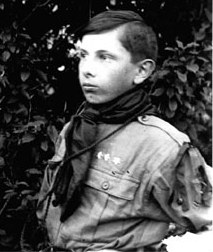
Stepan Bandera com uniforme de escoteiro do Plast (1923)

Desde 1922 Bandera foi o membro do Plast – organização dos escuteiros ucranianos - e, em 1931 Bandera tornou-se o representante dos escuteiros da sua região.
Foi chefe executivo regional da OUN e comandante da UVO – organização militar ucraniana que operava clandestinamente na Polónia, durante Segunda República Polaca (1918–1939). Em 1933 Stepan Bandera cria um movimento revolucionário com vista à instauração de um estado ucraniano. Foi condenado à morte por  sua participação no assassinato de Bronisław Pieracki, Ministro do Interior do governo polaco, em 1934, sendo a pena comutada para prisão perpétua. Mas, depois da invasão alemã da Polônia, foi libertado e voltou à cidade de Lviv. Ali, em 30 de junho, proclamou a renovação do Estado Ucraniano. Recusando-se a revogar a proclamação da Independência da Ucrânia,
Em 5 de julho de 1941, durante a Segunda Guerra Mundial, foi preso  pelos nazis e colocado no campo de concentração de Sachsenhausen, onde ficou encarcerado no Bunker de Zellenbau. No mesmo local estavam os prisioneiros mais importantes do III Reich, como ex–primeiro–ministro da França Leon Blum e o ex–chanceler da Áustria, Kurt Schuschnigg. Na mesma época, no verão de 1941, Andriy Bandera, pai de Stepan, foi assassinado pela NKVD, em Kiev.
Foi libertado em 1944, a fim de auxiliar os alemães no esforço contra o avanço do Exército Vermelho. Bandera tornou-se então um colaborador nazista e passou a viver sob proteção dos alemães. Em preparação para o ataque à URSS, os nazistas recrutaram os seguidores de Bandera para atuar como policiais de língua ucraniana e para servir em dois batalhões de voluntários do exército ucraniano. Ao trabalhar com os nazistas, Bandera esperava libertar a Ucrânia do domínio soviético e estabelecer um governo independente, aliado à Alemanha. Uma Ucrânia independente, prometeu Bandera, continuaria amiga da Alemanha. O historiador Karel Berkhoff, entre outros, mostrou que Bandera, seus seguidores e os nazistas compartilhavam uma obsessão fundamental: a noção de que os judeus na Ucrânia estavam por trás do comunismo e do imperialismo stalinista e deveriam ser destruídos. "Os judeus da União Soviética", dizia uma declaração banderista, "são os partidários mais leais do regime bolchevique e a vanguarda do imperialismo moscovita na Ucrânia". Quando os alemães invadiram a URSS, em junho de 1941, e capturaram Lvov, a principal cidade da Galícia Oriental, os seguidores de Bandera emitiram uma declaração de independência em seu nome. Prometeram ainda trabalhar em estreita colaboração com Hitler. Posteriormente, ajudaram a lançar um pogrom que matou quatro mil judeus de Lvov em poucos dias. "Vamos colocar suas cabeças aos pés de Hitler", proclamava um panfleto banderista endereçado aos judeus ucranianos.

## Morte
No dia 15 de Outubro de 1959, na entrada do seu prédio na rua Kreittmayr, № 7 (Kreittmayrstraße), em Munique, Stepan Bandera foi encontrado às 13h05, sangrando e ainda vivo. Exame médico determinou que a causa da sua morte havia sido envenenamento por cianeto). Dois anos mais tarde, no dia 17 de Novembro de 1961, o tribunal alemão provou que Stepan Bandera foi assassinado pelo agente Bohdan Stashynsky, cumprindo as ordens directas do chefe do KGB soviético Alexander Shelepin e do líder soviético Nikita Khrushchev. Após uma investigação detalhada sobre o assassinato, Stashynskyi foi julgado entre os dias 8 de Outubro e 15 de Outubro de 1962. No dia 19 de Outubro, foi lida a sentença, que condenava Stashynskyi a 8 anos de prisão. A Corte Suprema da Alemanha em Karlsruhe confirmou que o governo soviético era o culpado principal pelo assassinato de Stepan Bandera.
Numa entrevista ao jornal russo Komsomolskaya Pravda, em 2005, o ex-chefe do KGB Vladimir Kryuchkov disse que "o assassinato do Stepan Bandera foi um dos últimos casos em que o KGB se utilizou de meios violentos para se livrar de uma pessoa indesejável. No dia 20 de Outubro de 1959, Stepan Bandera foi sepultado no cemitério de Waldfriedhof, em Munique.
No fim do 2006, a administração municipal de Lviv anunciou a transferência dos restos mortais do Stepan Bandera, Andriy Melnyk, Yevhen Konovalets e outros líderes históricos da OUN / UPA para a nova área no Cemitério de Lychakivskiy, especialmente dedicada às vítimas da NKVD que pereceram na luta pela libertação nacional ucraniana.
Stepan Bandera teve três filhos – Natalia, Andriy e Lecia Bandera. Esta última, a filha mais nova, faleceu em 16 de agosto de 2011, aos 64 anos, em Toronto, Canadá.

## Legado
Em 2007, a Prefeitura de Lviv ergueu uma estátua dedicada a Bandera. Em 18 de outubro do mesmo ano, o Conselho Municipal de Lviv aprovou uma resolução criando o Prémio Stepan Bandera de jornalismo.

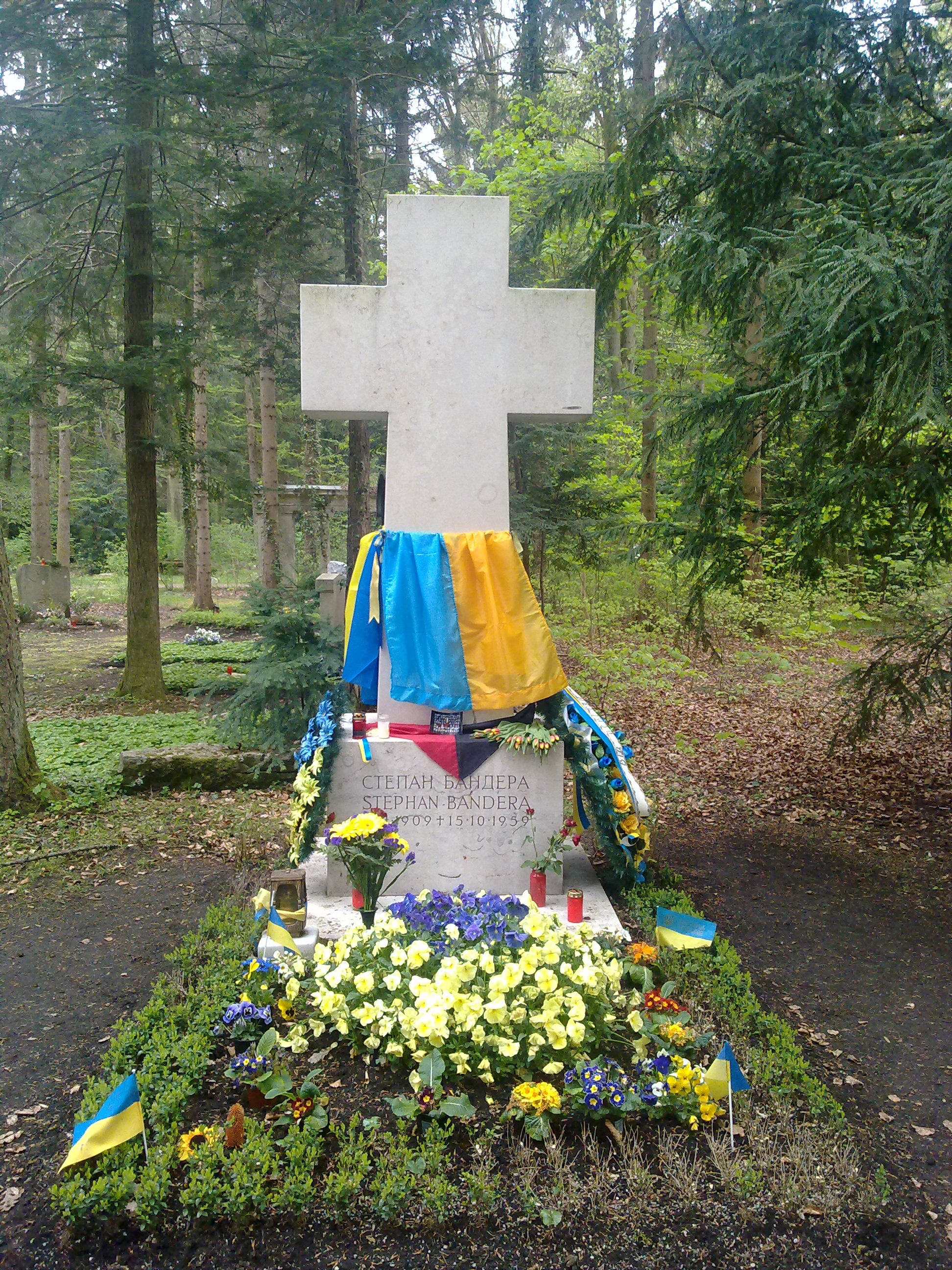
Túmulo de Bandera, no Waldfriedhof de Munique
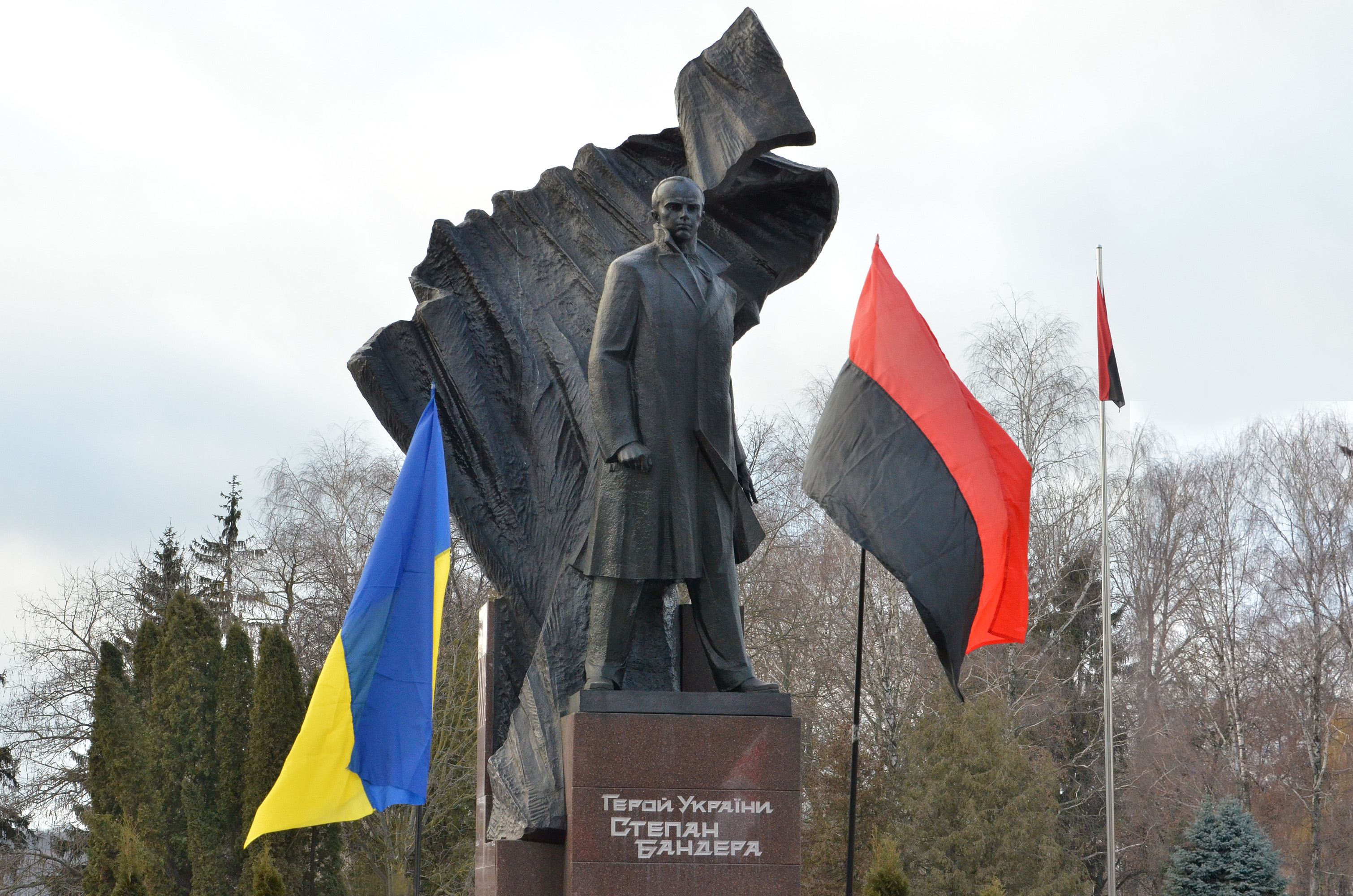
Monumento a Stepan Bandera, em Ternopil
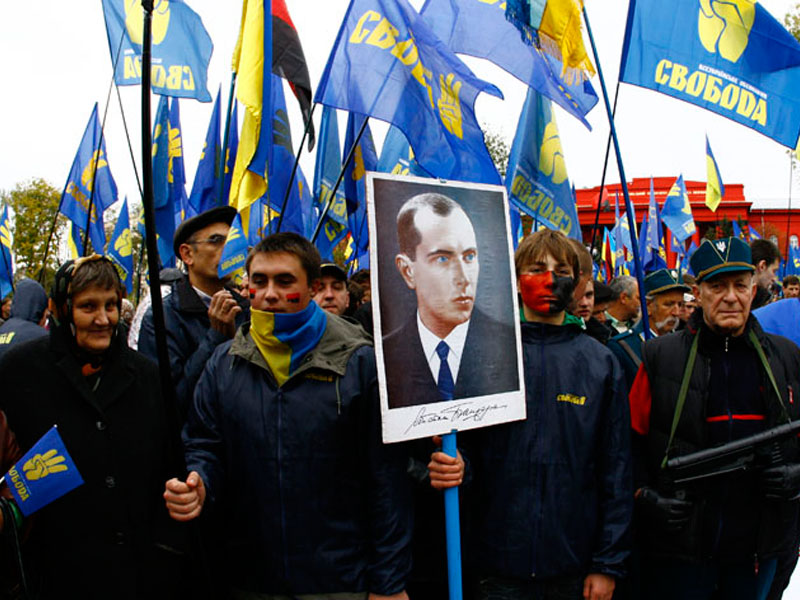
Manifestantes do Svoboda, em Kiev, com a foto de Stepan Bandera (2009)
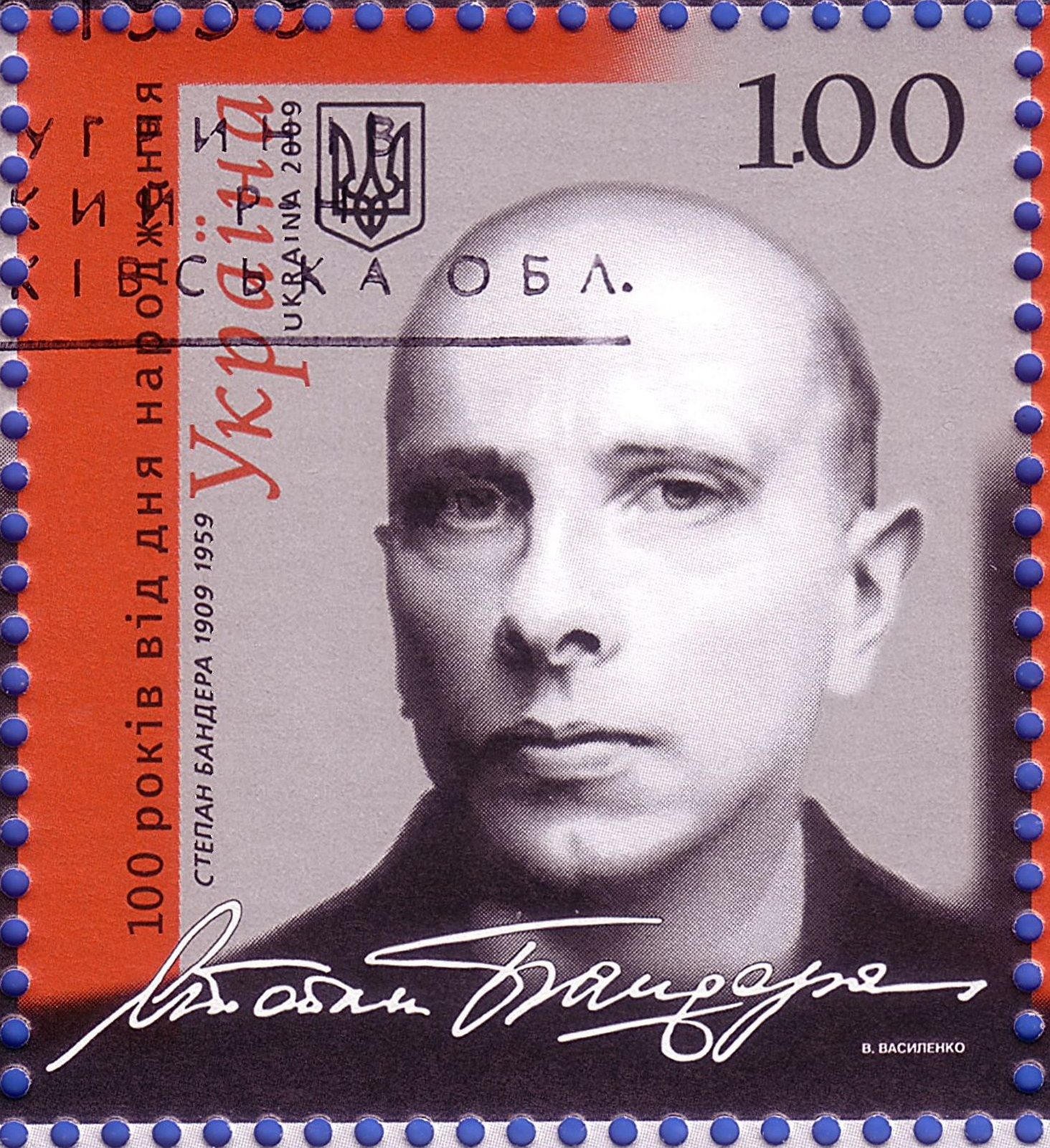
Selo postal ucraniano comemorativo do centenário do nascimento de Stepan Bandera (2009)
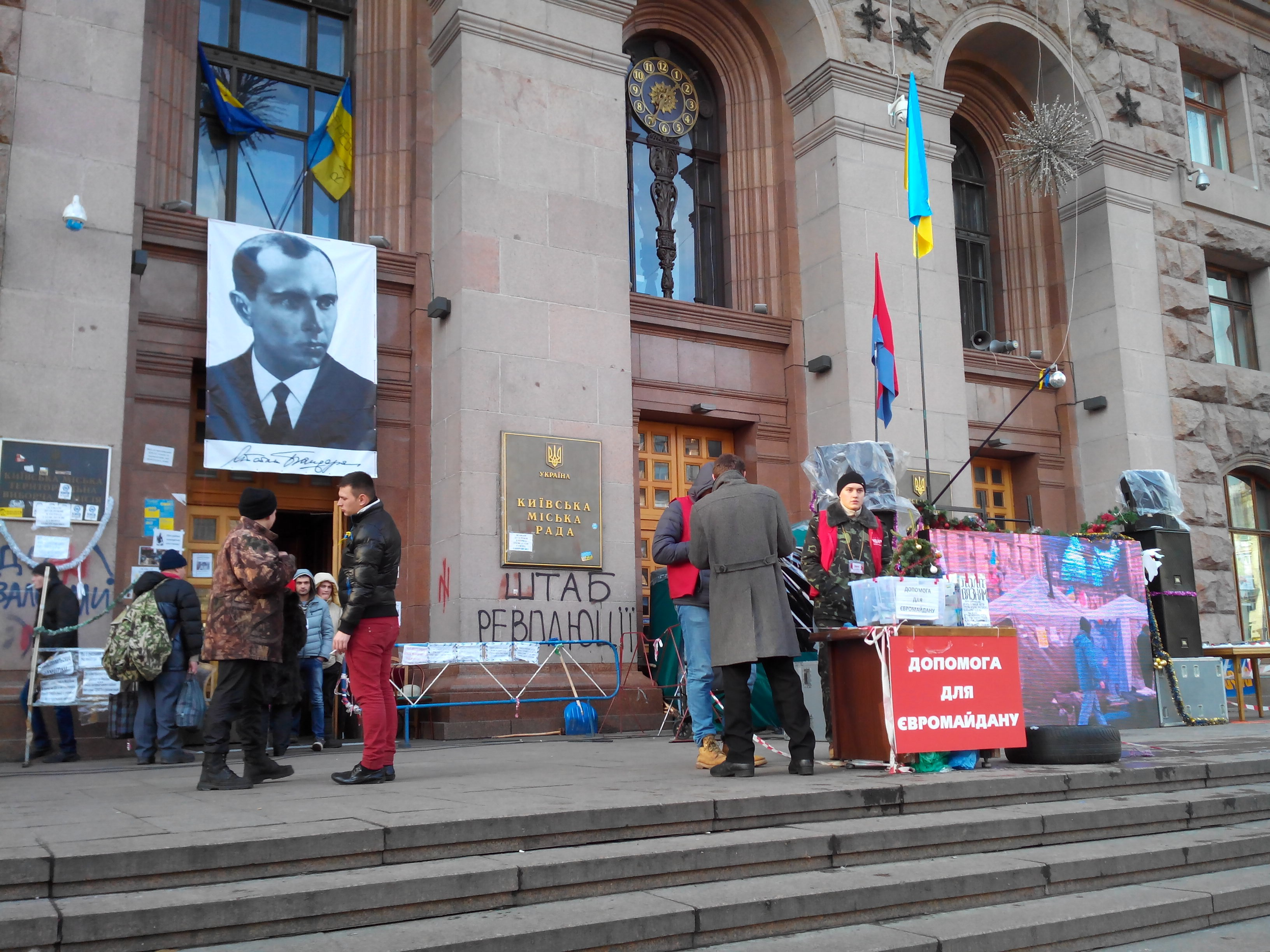
Cartaz com foto de Stepan Bandera,  no Euromaidan (2014)